# 永原稔
永原 稔（ながはら みのる、1921年4月21日 - 2006年12月17日）は、日本の政治家。新自由クラブ衆議院議員(1期)。

## 来歴
静岡県出身。1944年東京帝国大学法学部政治学科卒。学徒動員で陸軍に入り、終戦後静岡県庁に勤める。県庁内では人事、調査、財政ほか各課長や、企画調整部長、出納長、副知事などを務めた。1974年に斎藤寿夫知事が辞任すると、社会・公明・民社三党の推薦で県知事選に出馬するが、自民党参院議員だった山本敬三郎に敗北。1976年の第34回衆議院議員総選挙に静岡1区から新自由クラブ公認で立候補して当選した。1979年の第35回衆議院議員総選挙では落選した。2006年胃癌で死去。